# Limbangan (Juntinyuat)
Limbangan is een bestuurslaag in het regentschap Indramayu van de provincie West-Java, Indonesië. Limbangan telt 3513 inwoners (volkstelling 2010).